# Bunga Mas (Kikim Timur)
Bunga Mas is een bestuurslaag in het regentschap Lahat van de provincie Zuid-Sumatra, Indonesië. Bunga Mas telt 2565 inwoners (volkstelling 2010).